# Pleurothallis ascendens
Pleurothallis ascendens är en orkidéart som beskrevs av Leslie Andrew Garay. Pleurothallis ascendens ingår i släktet Pleurothallis och familjen orkidéer. Inga underarter finns listade i Catalogue of Life.